# Perdita maesta
Perdita maesta är en biart som beskrevs av Timberlake 1964. Perdita maesta ingår i släktet Perdita och familjen grävbin. Inga underarter finns listade i Catalogue of Life.